# Шападинья (микрорегион)

Шападинья на карте.

Шападинья (порт. Microrregião de Chapadinha) — микрорегион в Бразилии, входит в штат Мараньян. Составная часть мезорегиона Восток штата Мараньян. Население составляет 219 825 человек (на 2010 год). Площадь — 10 796,627 км². Плотность населения — 20,36 чел./км².

## Демография
Согласно сведениям, собранным в ходе переписи 2010 г. Национальным институтом географии и статистики (IBGE), население микрорегиона составляет:
| Полное население                             | Полное население                             | Полное население                             | Полное население                             | 219 825 |
| -------------------------------------------- | -------------------------------------------- | -------------------------------------------- | -------------------------------------------- | ------- |
| в том числе:                                 | Городское население                          | 121 363                                      | Процент городского населения, %              | 55,21   |
|                                              | Сельское население                           | 98 462                                       | Процент сельского населения, %               | 44,79   |
|                                              | Мужское население                            | 110 446                                      | Процент мужского населения, %                | 50,24   |
|                                              | Женское население                            | 109 379                                      | Процент женского населения, %                | 49,76   |
| Плотность населения, чел/км²                 | Плотность населения, чел/км²                 | Плотность населения, чел/км²                 | Плотность населения, чел/км²                 | 20,36   |
| Население микрорегиона в % к населению штата | Население микрорегиона в % к населению штата | Население микрорегиона в % к населению штата | Население микрорегиона в % к населению штата | 3,34    |

## Статистика
- Валовой внутренний продукт на 2003 год составляет 262 244 172,00 реалов (данные: Бразильский институт географии и статистики).
- Валовой внутренний продукт на душу населения на 2003 год составляет 1407,23 реалов (данные: Бразильский институт географии и статистики).
- Индекс развития человеческого потенциала на 2000 год составляет 0,566 (данные: Программа развития ООН).

## Состав микрорегиона
В составе микрорегиона включены следующие муниципалитеты:
1. Анапурус
2. Белагуа
3. Брежу
4. Бурити
5. Шападинья
6. Мата-Рома
7. Милагрис-ду-Мараньян
8. Сан-Бенедиту-ду-Риу-Прету
9. Урбану-Сантус